# قالب‌سازی

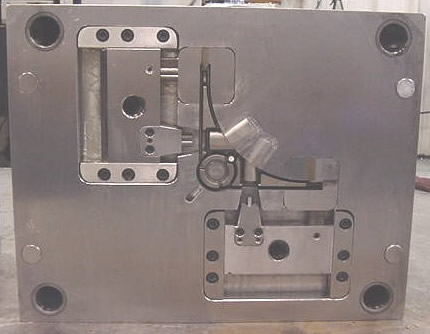
یک نمونه از قالب‌های دایمی استفاده شده در فرایند تزریق

قالب‌سازی (به انگلیسی: molding) و طراحی قالب بخش بزرگی از مهندسی ساخت و تولید و اولین مرحله از تولید یک محصول می‌باشد. به‌طور کلی قالب ابزار شکل‌دهی هر نوع محصولی است؛ به صورتی که مانند یک الگو کمک می‌کند تا محصول شکل دلخواه کارفرما را به خود بگیرد. بنا بر همین تعریف قالب‌سازی اولین قدم از تولید محصول صنعتی در تعداد انبوه می‌باشد.
ریخته‌گری در عمل به فرایند تولید محصول از طریق شکل‌دادن به مواد خام مایع یا انعطاف‌پذیر با استفاده از یک قالب سفت و سخت به نام قالب (ماتریس) است. این عمل ممکن است با استفاده از یک الگو یا مدل از شی نهایی ساخته شده باشد، که می‌تواند از طرق مختلفی مانند ریخته‌گری دقیق، پرفشار، کم فشار و … انجام شود که در تمامی این موارد نیاز به ساخت قالبی با جنس مخصوص داریم. همچنین به‌طور مشابه، فرآیندهای آهنگری، تزریق پلاستیک، پرسکاری و بسیاری دیگر از فرآیندهای تولید محصول مبنی بر قالبی اولیه می‌باشند و در نتیجه می‌توان به اهمیت علم قالب‌سازی پی برد. قالب، یک بلوک توخالی است که با مواد مایع یا انعطاف‌پذیر مانند پلاستیک، شیشه و فلز پر می‌شود؛ از این رو طراحی و ساخت دقیق سیستم‌های راهگاهی و سایر اجزای قالب یکی از ضرورت‌های تولید یک محصول با کیفیت و مقرون به صرفه می‌باشد.

## انواع قالب‌های صنعتی

### طبقه‌بندی قالب‌ها بر اساس حجم تولید
قالب‌های صنعتی را می‌توان بر اساس حجم تولید در سه کلاس طبقه‌بندی نمود:

#### کلاس A
این نوع قالب‌ها فقط برای تولید با نرخ بالا (تولید انبوه) به‌کار می‌روند. این نوع قالب‌ها از بهترین مواد ساخته شده و به گونه‌ای طراحی می‌شوند تا قطعاتی که به آسانی ساییده یا فرسوده می‌شوند را بتوان به راحتی و با دقت بالا جایگزین کرد. در این طراحی سعی می‌شود ترکیبی از عمر بالای قطعات به همراه ثبوت دقت قطعات در طول عمر و نیز سهولت تعویض و نگهداری مدنظر قرار گیرد. در این روش به مسائل مربوط به هزینه ابزار کمتر اهمیت داده می‌شود.

#### کلاس B
این دسته از قالب‌ها قادر هستند که تعداد محصولات متوسطی را ضرب کنند. از این رو سعی می‌شود که فقط برای تعداد محصولات خواسته شده طراحی شوند. هزینه‌های قالب در این مورد مهم است و از متریال‌های ارزان‌تر در قالب برای تولید تعداد کل محصولات استفاده می‌شود. در این مورد سهولت نگهداری و تعویض قطعات اهمیت کمتری دارد.

#### کلاس C
این کلاس قالب برای حجم تولید کم مطلوب است. در این نوع قالب از ارزان‌ترین متریال‌های موجود استفاده می‌شود.

### طبقه‌بندی قالب‌ها بر اساس نوع فرایند تولید

#### قالبریخته‌گری(casting)
قالب‌های ریخته‌گری مخصوص قطعاتی است که به روش ریخته‌گری ساخته می‌شوند؛ در ادامه به معرفی انواع قالب‌های ریختگری پرداخته خواهد شد:

##### قالبماسه‌ای(sand cast mold)

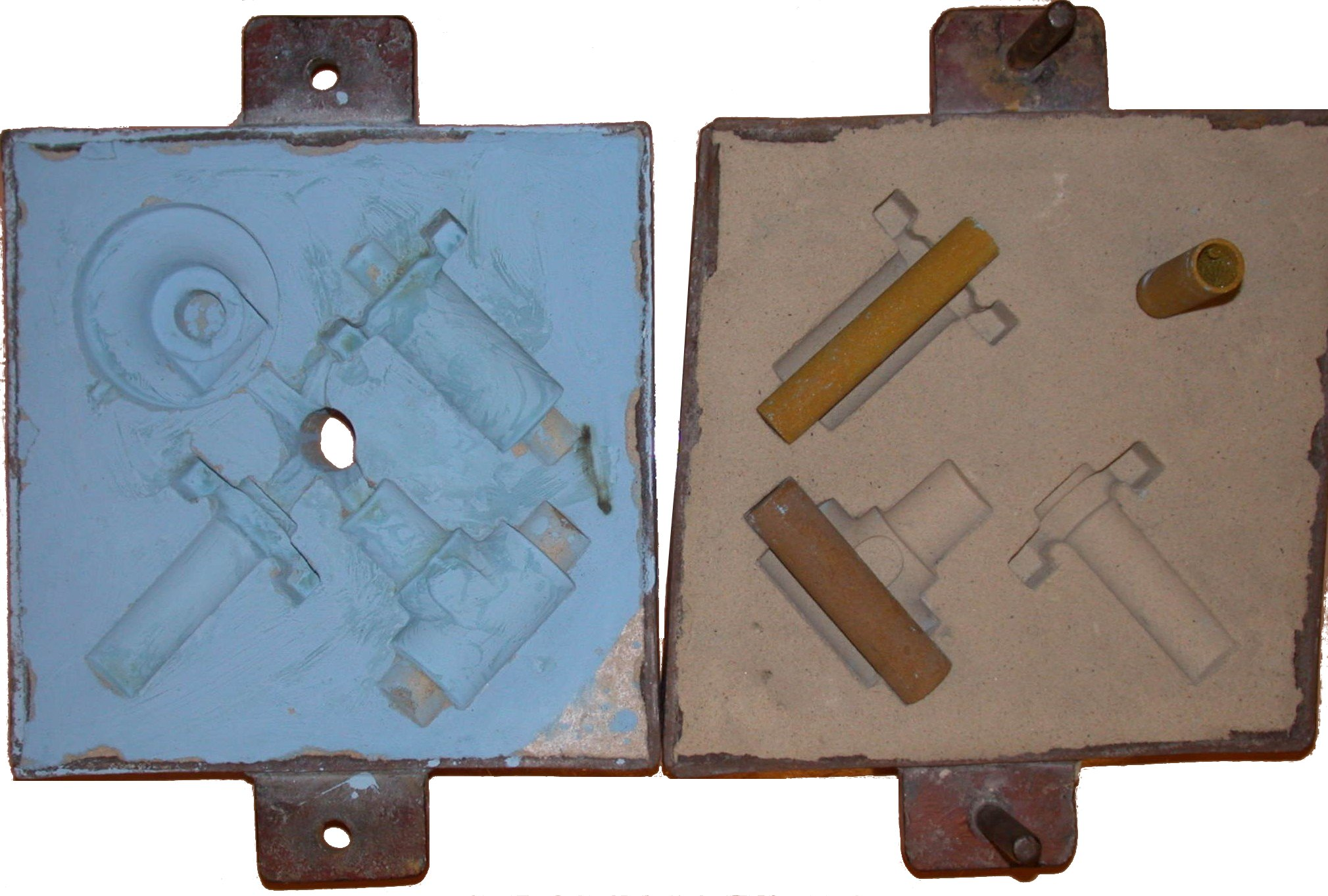
نیمه بالایی و نیمه پایینی یک قالب ماسه‌ای که به ترتیب Cope و Drag نامیده می‌شوند. مغزه یا ماهیچه‌ها (Core) نیز در نیمه پایینی قالب سر جای خود یعنی Core Printها قرار دارند. به چهارچوب این قالب‌ها «فلاسک» یا «درجه» می‌گویند.

قالب ماسه ای متداول‌ترین و ارزان‌ترین قالب در ریخته‌گری است. همان‌طور که از اسمش پیداست، از ماسه برای قالب‌گیری استفاده می‌شود. از این روش برای ساخت قطعات فلزی استفاده می‌شود. این قالب‌ها دمای بالای فلزات حتی فولاد را تحمل می‌کنند.
فلز ذوب شده را در قالب ماسه ای می‌ریزند و فلز شکل قالب را به خود می‌گیرد. ماسه قالب معمولاً در دو قاب یا چهارچوب قرار می‌گیرد که به آن‌ها فلاسک می‌گویند. در ساخت این نوع قالب‌ها معمولاً به جز ماسه از یک ماده چسبنده مثل خاک رس نیز استفاده می‌شود. همچنین لازم است ذکر شود که قالب‌های ماسه‌ای به دلیل شکسته شدن قالب برای بیرون کشیدن قطعه، در دسته قالب‌های یکبار مصرف قرار می‌گیرند و همین امر باعث می‌شود تا تولید قطعات با تأخیری مواجه شوند که در قالب‌های دایمی وجود ندارد.

##### قالبدایکست(die cast mold)

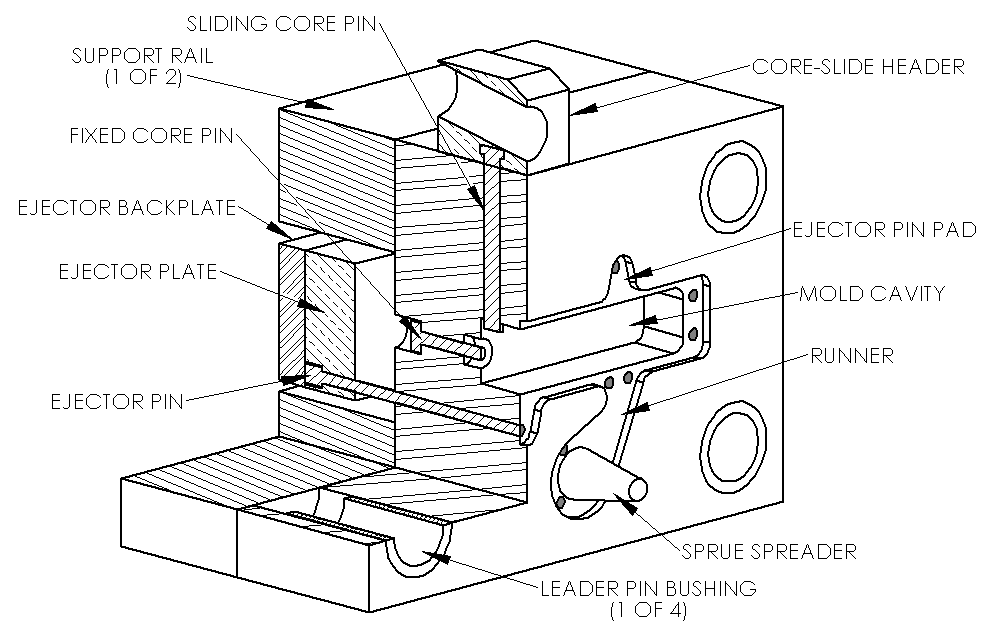
نمونه برش خورده از یک قالب دایکست که در آن سیستم پران نیز قابل مشاهده می‌باشد.

محفظه‌های فلزی با قابلیت استفاده مجدد، die نامیده می‌شوند. از روش ریخته‌گری تحت فشار برای ساخت قطعاتی که از جنس آلومینیوم می‌باشند، استفاده می‌شود. قالب‌های دایکاست معمولاً از فولاد مقاوم با ضخامت و تحمل فشار بالا ساخته می‌شوند و به همین دلیل بزرگ و گران‌قیمت می‌باشند.
از مزایای قالب‌های دایکست می‌توان به تولید قطعات با کیفیت سطحی بالا و تیراژ بالا نام برد. کیفیت بالا و عدم پلیسه سبب می‌شود بسیاری از پروسه‌های تولید مانند پلیسه‌گیری و سنگ‌زنی و سوراخ‌کاری حذف شود، از این رو تأثیر به سزایی در کاهش هزینه تولید هر واحد قطعه دارد.

##### قالبریژه(gravity cast mold)
یکی دیگر از انواع قالب‌های صنعتی که زیرمجموعه قالب‌های ریخته‌گری می‌باشد، قالب ریژه است. از قالب‌های ریژه برای ساخت قطعات فلزی که ضخامت یکسان ندارند و استحکام آن‌ها اهمیت دارد، استفاده می‌شود. این قالب‌ها فولادی بوده و از قالب‌های دایکست کوچک‌تر و سبک‌تر هستند؛ اما از طرف دیگر تکنولوژی ساخت پیچیده تری داشته و گران هستند. قطعات تولید شده در این روش معمولاً بدون تخلخل هستند.

#### قالبتزریق پلاستیک(injection molding)

قالب تزریق پلاستیک و اجزای آن

یکی از مهم‌ترین و پرکاربردترین قالب‌های صنعتی، قالب تزریق پلاستیک می‌باشد. از قالب‌های تزریق پلاستیک برای ساخت قطعات پلاستیکی استفاده می‌شود. در واقع ساخت قطعات پلاستیکی به این روش مقرون به صرفه تر از سایر روش‌ها است.
قالب‌های تزریق پلاستیک عمدتاً از جنس فولاد هستند و تکنولوژی پیچیده‌ای برای ساخت دارند، در نتیجه هزینه ساخت این قالب‌ها بالاست. قسمت‌های تشکیل دهنده اصلی یک قالب تزریق پلاستیک عبارتند از:
کفشک – پل – کویته – پران - صفحه پران – اسپرو –‌هات رانر
قالب تزریق پلاستیک دو بخش دارد:
1. بخش ثابت که تزریق مواد گرم در آن قسمت انجام می‌شود.
2. بخش متحرک که به قسمت متحرک ماشین وصل شده و بیرون اندازی قطعه از آن جا انجام می‌گیرد.

#### قالبآهنگری(forging)
در آهنگری برای فرم دادن به قطعه از قالب‌های فولادی مستحکم و با چقرمگی بالا استفاده می‌شود، به این صورت که قطعه بین دو نیمه قالب قرار می‌گیرد و سپس با فشار پرس یا ضربه چکش شکل قالب را به خود می‌گیرد. طراحی قالب‌های آهنگری به دانش زیادی دربارهٔ خواص استحکام، چکش خواری، حساسیت به نرخ تغییر شکل و دما، اصطکاک و شکل قطعه نیاز دارد. اعوجاج قالب تحت بارهای بالا خصوصاً در تولید قطعات با تلرانس کم قابل ملاحظه می‌باشد. مهم‌ترین قانون در طراحی قالب این است که قطعه در هنگام عملیات آهنگری در جهتی که دارای کمترین مقاومت است جریان می‌یابد.
قالب‌های آهنگری به سه صورت زیر وجود دارند:
- قالب بسته آهنگری (Cloesd Die Forging)
- قالب نیمه‌باز آهنگری (Impression Die Forging)
- قالب باز آهنگری (Open Die Forging)

باریک کردن (fullering)
لبه زنی (edging)

#### قالبپرس‌کاری(pressing)

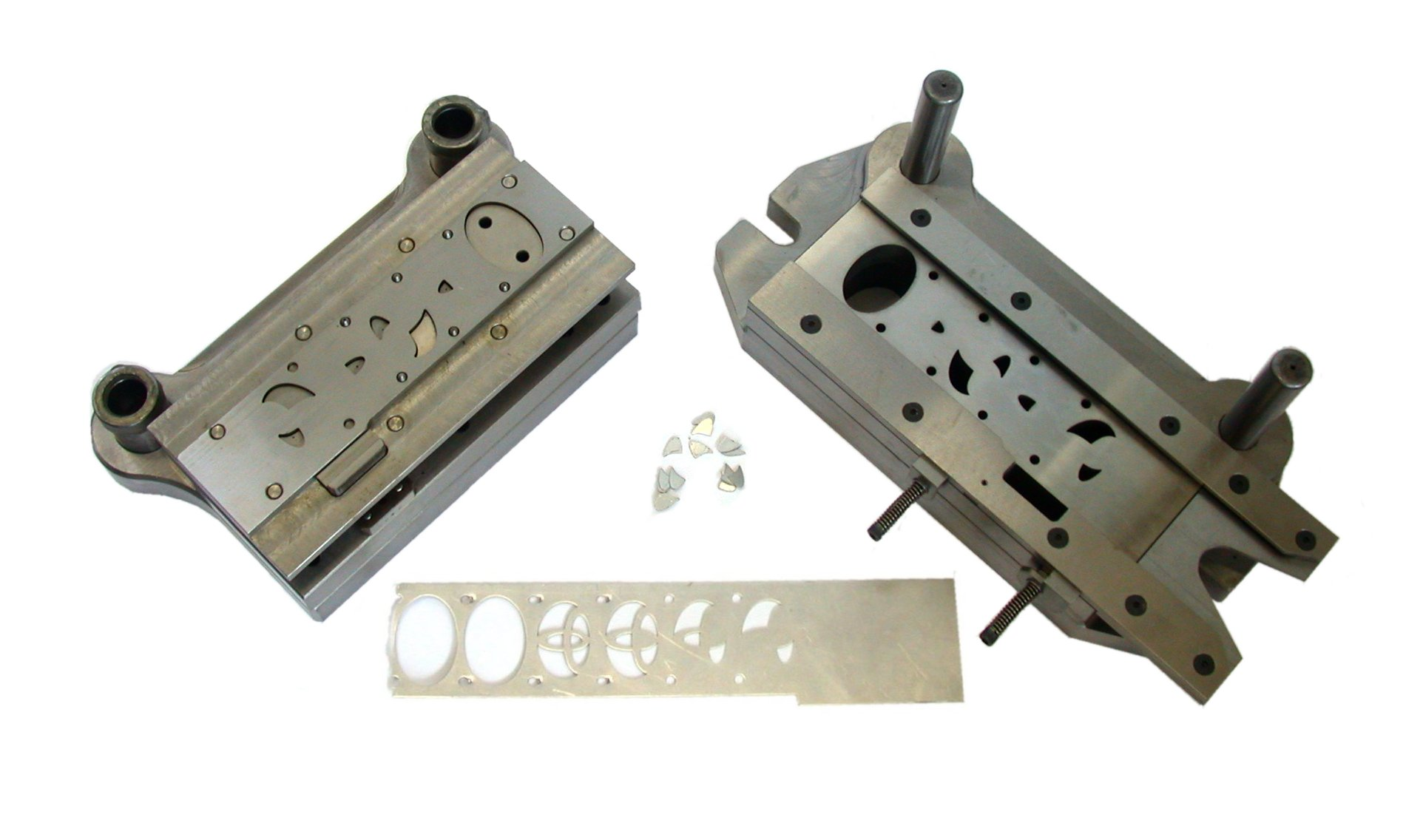
یک مجموعه قالب پیش‌رونده

قالب‌های پرس برای فرم دادن، برش، خم کردن و کشش قطعات استفاده می‌شوند. پس قطعاتی را که جنس شکل‌پذیر ندارند، نمی‌توان از این روش تولید کرد. جنس این قالب‌ها هم معمولاً از فولاد است.
اصلی‌ترین اجزای قالب‌های پرس شامل موارد زیر می‌باشند:
- سنبه: به قسمت نری قالب گفته می‌شود که اغلب در کفشک بالایی نصب می‌گردد و به قطعه کار فشار وارد می‌کند و پرس انجام می‌شود.
- ماتریس: به قسمت مادگی قالب می‌گویند که غالباً در کفشک پایینی نصب می‌شود.
- کفشک: محل قرارگیری قالب است که از چدن ساخته می‌شود و به دو شکل کفشک بالایی و فشک پایینی استفاده می‌شود.
- میل راهنما: مشخص کننده مسیر است و روی کفشک پایینی نصب می‌شود. میل راهنما کفشک بالایی را به کفشک پایینی متصل می‌کند.
- بوش: همانند میل راهنما وظیفه تعیین مسیر را دارد و روی کفشک بالایی نصب می‌شود. به طوری که میل راهنما از آن عبور می‌کند و به کفشک بالایی می‌رسد.

## تعمیر و نگه‌داری قالب‌ها
تعمیر و نگه‌داری قالب اهمیت بسیار زیادی دارد چراکه قالب‌های دائمی غالباً گران‌قیمت و بسیار دشوار برای بازسازی بوده و از این رو تعمیرات مرتب و به موقع آنها جزو ملزومات هر تولیدکننده‌ای می‌باشد. در برنامه‌ریزی برای زمان‌بندی و دفعات فعالیت‌های نگهداری و تعمیر قالب به عوامل ذیل باید دقت کرد:

### جنس قالب
به قالب‌هایی که از فولاد نرم (یا آلومینیوم و..) ساخته شده‌اند، Soft Die گفته می‌شود. این قالب‌ها سریع‌تر از قالب‌هایی که از فولاد سخت ساخته شده‌اند. مستهلک شده و لاجرم زمان بازرسی و تعمیر و نگهداری آنها کوتاه‌تر است.

### جنس قطعه تولیدی
نوع مواد قطعه تولیدی توسط قالب یکی از عوامل مؤثر در تعمیر و نگهداری قالب است که بر زمان فرسودگی قالب دارد؛ بنابراین در زمان‌بندی بازرسی‌ها و تعمیرات باید به آن توجه داشت.
- قطعاتی که مواد آنها دارای افزودنی یا فیلر (الیاف شیشه، پودر تالک و..) هستند ساینده بوده و باعث می‌شوند تا محفظه قالب و سیستم راهگاهی آن سریع‌تر ساییده و تخریب شود.
- موادی که دارای نقطه ذوب بیشتری هستند. نسبت به مواد دارای نقطه ذوب پایین باعث ساییدگی بیشتر قالب می‌شوند.
- موادی که گاز خورنده تولید می‌کنند باعث خوردگی سطح قالب شده و نیازمند مراقبت بیشتری هستند.

### پیچیدگی قالب
قالب‌هایی که دارای اجزای متحرک زیاد یا قالب‌هایی که قطعه تولیدی آنها دارای تلرانس بسته‌ای است در مقایسه با قالب‌های ساده و بدون مکانیزم یا قالب‌هایی که قطعه تولیدی آنها دارای تلرانس نسبتاً باز هستند به تعمیر و نگهداری و مراقبت بیشتری نیاز دارند.
کشویی‌ها، پران کج‌ها، سنبه‌های متحرک، سیستم‌های هیدرولیک و مکانیزم‌های مکانیکی، راهگاه گرم و سیستم‌های پران پیچیده با اجزای ظریف، همگی نیازمند مراقبت‌هایی ویژه هستند.

### به‌کارگیری اشتباه قالب
بر اثر فشار بیش از حد قفل قالب، فشار بیش از حد تزریق، وجود پلیسه، عملکرد سریع قالب (باز و یسته شدن سریع)، روغن کاری کم یا نامناسب، عملکرد صفحه پران به صورت چند مرحله‌ای، تصادف قالب در هنگام بسته شدن یا بسته شدن قالب در هنگام پران ناقص قطعه یا بی‌دقتی در تنظیم و نصب قالب‌ها، قالب می‌تواند دچار شکست و سایش شود.

## برای مطالعهٔ بیشتر
- فرایندهای ریخته‌گری